# 우크라이나 지상군
우크라이나 지상군(우크라이나어: Сухопутні війська України) 또는 우크라이나 육군은 우크라이나군의 지상군이다. 우크라이나군의 5개 군종들 가운데 하나이다. 소련이 붕괴되었을 때 우크라이나 영토에 있던 3개 군관구(키이우, 카르파티아, 오데사)를 포함한 소련 지상군 편성, 부대, 시설에서 형성되었다.
1991년 우크라이나 독립 선언 이후 우크라이나는 소련 시대의 육군 장비를 보유하였다. 육군은 1991년 이후 체계적으로 규모를 줄였고 그 결과 2014년 7월까지 크게 허물어졌다. 2014년 4월 우크라이나 동부에서의 돈바스 전쟁 발발 이래로 우크라이나는 육군력을 계속 업그레이드하고 있다. 2014년 3월 기준 병력 규모는 129,950명이었으며 2015년 5월 204,000명으로 증가했다.
최근 러시아-우크라이나 전쟁으로 인해 많은 서방국가로부터 엄청난 지원을 받고 있다. 전차, 자주포, 장갑차, 트럭, 보병화기, 미사일까지 갖은 지원을 받고 많은 실전경험을 쌓는 중이다.

## 육군 훈장

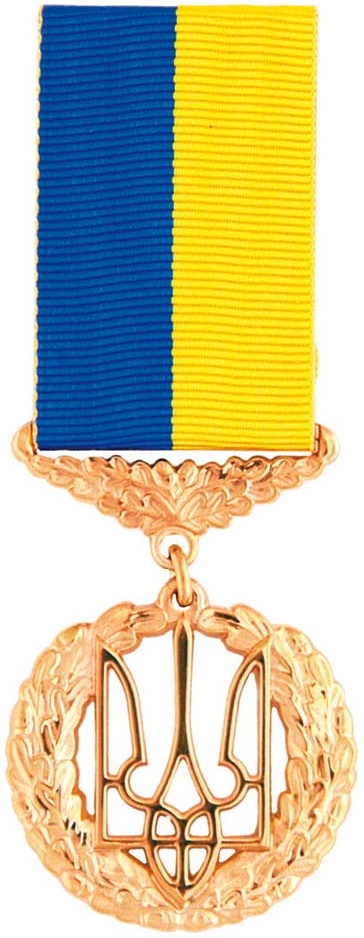
Hero of Ukraine
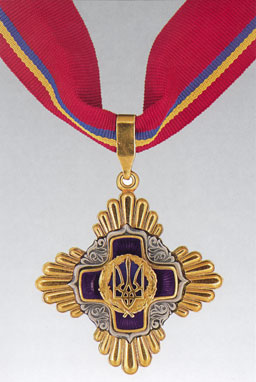
Order of Merit
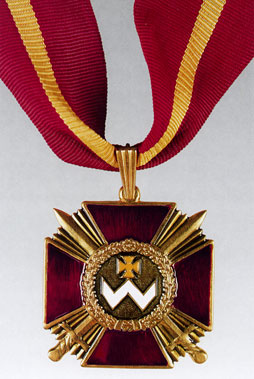
Order of Bohdan Khmelnytsky
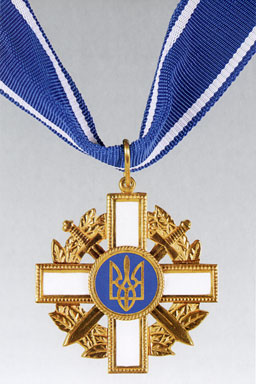
Order For Courage
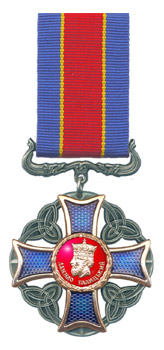
Order of Danylo Halytsky
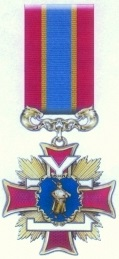
Cross of Ivan Mazepa
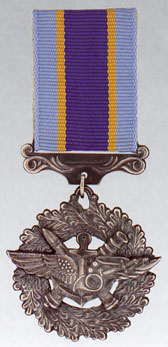
Medal For Military Service to Ukraine
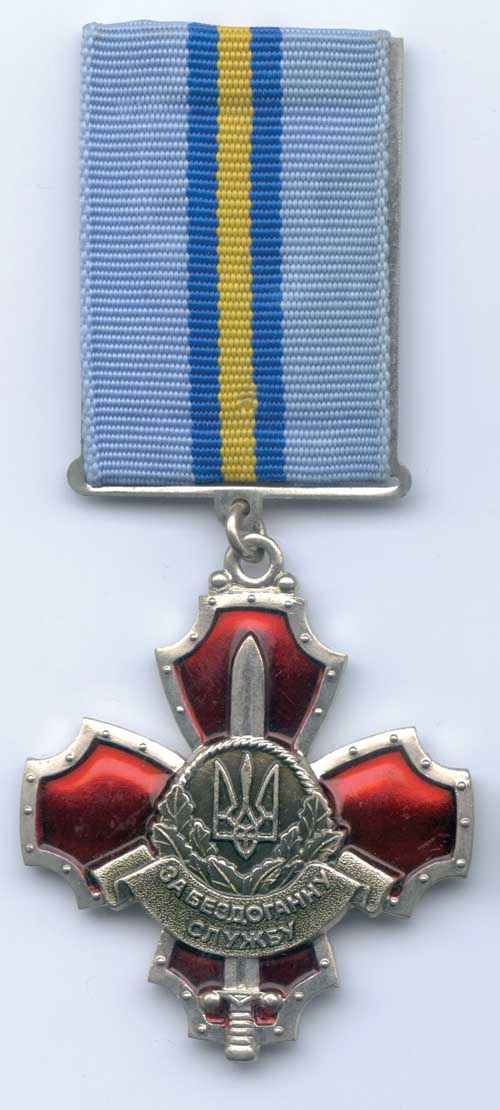
Medal "For Irreproachable Service"
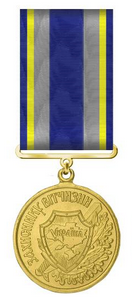
Defender of the Motherland Medal